# Morgan Fairchild
Morgan Fairchild, nascida Patsy Ann McClenny (Dallas, 3 de fevereiro de 1950), é uma atriz americana.

## Biografia
Filha de Martha Jane, uma professora de inglês, e de Edward Milton McClenny. Quando criança contraiu escarlatina que a deixou parcialmente surda.
Um dos seus primeiros papéis foi como dublê para Faye Dunaway no filme Bonnie and Clyde de 1968.
De 1975 a 1977 ela desempenhou o papel de Jennifer Pace na soap opera Search for Tomorrow.
Em 1978 consegue o papel de Jenna Wade na série televisiva Dallas. Em 1980, como Constance Weldon Carlyle em Flamingo Road é nomeada para um Golden Globe.
Interpretando papéis de má-da-fita ela faz televisão e cinema. Depois do fracasso de Paper Dolls, consegue o papel de Jordan Roberts na quinta temporada de Falcon Crest. Entra também na série North and South e fez teatro na Broadway.
Foi nomeada para um Emmy pelo seu papel na série Murphy Brown e em 1995 reaparece na soap opera The City e interpreta a mãe de Chandler na série Friends.
Já no século XXI, aparece a interpretar no teatro o papel de Mrs. Robinson, numa adaptação de The Graduate, onde aparece nua em cena.
Morgan Fairchild é membra da Screen Actors Guild.

## Filmografia e televisão
| Filmes    | Filmes                                       | Filmes                          | Filmes | Filmes |
| Ano       | Título                                       | Papel                           | Notas |        |
| --------- | -------------------------------------------- | ------------------------------- | --- | ------ |
| 1967      | Bonnie and Clyde                             | Faye Dunaway's double           | sem créditos |        |
| 1970      | A Bullet for Pretty Boy                      | Small role                      | sem créditos |        |
| 1978      | Escapade                                     | Suzy                            | |        |
| 1978      | The Initiation of Sarah                      | Jennifer Lawrence               | |        |
| 1979      | Murder in Music City                         | Dana Morgan                     | |        |
| 1980      | The Memory of Eva Ryker                      | Lisa Eddington                  | |        |
| 1980      | The Dream Merchants                          | Dulcie Warren                   | |        |
| 1981      | The Girl, the Gold Watch & Dynamite          | Stella Walker                   | |        |
| 1982      | The Seduction                                | Jamie Douglas                   | |        |
| 1982      | Honeyboy                                     | Judy Wellman                    | |        |
| 1984      | Time Bomb                                    | Renee DeSalles                  | |        |
| 1984      | The Zany Adventures of Robin Hood            | Lady Marian                     | |        |
| 1986      | Red Headed Stranger                          | Raysha Shay                     | |        |
| 1987      | Campus Man                                   | Katherine Van Buren             | |        |
| 1987      | Sleeping Beauty                              | Queen                           | |        |
| 1987      | Deadly Illusion                              | Jane Mallory/Sharon Burton      | |        |
| 1988      | Street of Dreams                             | Laura Cassidy/Eva Bomberg       | |        |
| 1988      | Killing Blue                                 | Lisa                            | |        |
| 1989      | Phantom of the Mall: Eric's Revenge          | Mayor Karen Wilton              | |        |
| 1989      | The Haunting of Sarah Hardy                  | Lucy                            | |        |
| 1990      | How to Murder a Millionaire                  | Loretta                         | |        |
| 1990      | Mob Boss                                     | Gina                            | |        |
| 1990      | Menu for Murder                              | Paula Preston                   | |        |
| 1991      | Even Angels Fall                             | Leslie                          | |        |
| 1991      | Writer's Block                               | Magenta Hart                    | |        |
| 1991      | Sherlock Holmes and the Leading Lady         | Irene Frances Adler             | |        |
| 1993      | Just Deserts                                 | Catherine Harcourt              | |        |
| 1993      | Das Paradies am Ende der Berge               | Irmgard Hoelzl                  | |        |
| 1993      | Freaked                                      | Herself                         | |        |
| 1993      | Based on an Untrue Story                     | Satin Chow                      | |        |
| 1994      | Point of Seduction: Body Chemistry III       | Beth Chaney                     | |        |
| 1994      | Test Tube Teens from the Year 2000           | Camella Swales                  | |        |
| 1994      | Naked Gun 33 1/3: The Final Insult           | Herself                         | |        |
| 1995      | Criminal Hearts                              | District Attorney               | |        |
| 1995      | Venus Rising                                 | Peyton                          | |        |
| 1995      | Gospa                                        | Sister Fabijana Zovko           | |        |
| 1996      | Dead Man's Island                            | Valerie St. Vincent             | |        |
| 1996      | Star Command                                 | Cmdr. Sigrid Ivorstetter        | |        |
| 1997      | Moment of Truth: Into the Arms of Danger     | Diana Astin                     | |        |
| 1998      | Shattered Illusions                          | Angie                           | |        |
| 1998      | Holy Man                                     | Herself                         | |        |
| 1999      | Nice Guys Sleep Alone                        | Lorraine                        | |        |
| 2000      | Unshackled                                   | Mrs. Rebecca Miller             | |        |
| 2000      | Held for Ransom                              | Mrs. Kirkland                   | |        |
| 2001      | Peril                                        | Terry                           | |        |
| 2002      | Teddy Bears' Picnic                          | Courtney Vandermint             | |        |
| 2002      | I Was a Teenage Faust                        | Babylonia                       | |        |
| 2004      | Knuckle Sandwich                             | Mrs. Simms                      | |        |
| 2004      | Arizona Summer                               | Debbie                          | |        |
| 2006      | Shock to the System                          | Phyllis Hale                    | |        |
| 2006      | The Initiation of Sarah                      | Trina Goodwin                   | |        |
| 2007      | Walk Hard: The Dewey Cox Story               | Herself                         | |        |
| 2008      | The Sno Cone Stand Inc                       | Cathy Wanton                    | |        |
| 2010      | Life's a Beach                               | Felicia Wald                    | |        |
| 2010      | The Steamroom                                | Sheila                          | |        |
| 2011      | Boy Toy                                      | Barbra                          | |        |
| 2011      | Beverly Hills Chihuahua 2                    | Herself                         | |        |
| 2011      | eCupid                                       | Venus                           | |        |
| 2012      | Spring Break '83                             | Mouth's Mother                  | |        |
| 2012      | A Perfect Ending                             | Valentina                       | |        |
| 2013      | Fighting Back                                | Cheryl                          | |        |
| Televisão |                                              |                                 | |        |
| Ano       | Título                                       | Papel                           | Notas |        |
| 1973-1977 | Search for Tomorrow                          | Jennifer Pace                   | |        |
| 1976      | Kojak                                        | Allison                         | Episódio: A Hair-Trigger Away                                                                                          |        |
| 1977      | Rafferty                                     | Lisa Farrell                    | Episódio: A Point of View                                                                                              |        |
| 1977      | Switch                                       | Shelley Bloom                   | Episódio: Downshift |        |
| 1977      | Rosetti and Ryan                             | Claire Blake                    | Episódio: The Ten-Second Client                                                                                        |        |
| 1977      | Happy Days                                   | Cynthia Holmes                  | Episódio: My Fair Fonzie                                                                                               |        |
| 1977      | The Bob Newhart Show                         | Bianca / Linda                  | Episódio: Grand Delusion                                                                                               |        |
| 1978      | Police Woman                                 | Cheryl                          | Episódio: Murder with Pretty People                                                                                    |        |
| 1978      | The Amazing Spider-Man                       | Lisa Benson                     | Episódio: Night of the Clones                                                                                          |        |
| 1978      | Barnaby Jones                                | Felice Winters                  | Episódios: Daughter of Evil and A Dangerous Affair                                                                     |        |
| 1978      | Dallas                                       | Jenna Wade                      | Episódio: Old Acquaintance                                                                                             |        |
| 1978-1979 | Mork & Mindy                                 | Susan Taylor                    | 3 episódios |        |
| 1979      | Concrete Cowboys                             | Carla / Kate                    | Episódio: Concrete Cowboys                                                                                             |        |
| 1979      | A Man Called Sloane                          | Melissa Nelson                  | Episódio: The Venus Microbe                                                                                            |        |
| 1980      | Young Maverick                               | Selene                          | Episódio: Makin' Tracks                                                                                                |        |
| 1981      | The Love Boat                                | Jenny Boyer                     | 2 episódios |        |
| 1980-1982 | Flamingo Road                                | Constance Weldon Semple Carlyle | 38 episódios Nomeada - Golden Globe Award for Best Actress – Television Series Drama (1982)                            |        |
| 1982      | Magnum, P.I.                                 | Alex Houston / Catherine Hailey | Episódio: Ki'is Don't Lie                                                                                              |        |
| 1982      | Simon & Simon                                | Alex Houston / Catherine Hailey | Episódio: Emeralds Are Not a Girl's Best Friend                                                                        |        |
| 1983      | Hotel                                        | Carol                           | Episódio: Hotel |        |
| 1984      | Paper Dolls                                  | Racine                          | 13 episódios |        |
| 1985      | North and South                              | Burdetta Halloran               | mini-série |        |
| 1986      | North and South, Book II                     | Burdetta Halloran               | mini-série |        |
| 1985-1986 | Falcon Crest                                 | Jordan Roberts                  | 29 episódios Nomeada - Soap Opera Digest Award for Outstanding Actress in a Leading Role on a Prime Time Serial (1986) |        |
| 1989      | My Two Dads                                  | Diana Thackery                  | Episódio: Macho, Stupid Guy Time                                                                                       |        |
| 1989      | Murphy Brown                                 | Julia St. Martin                | Episódio: TV or not TV Nomeada - Primetime Emmy Award for Outstanding Guest Actress in a Comedy Series (1990)          |        |
| 1992      | Roseanne                                     | Marla                           | 3 episódios |        |
| 1993      | Lois & Clark: The New Adventures of Superman | Miranda                         | Episódio: Pheromone, My Lovely                                                                                         |        |
| 1993      | Murder, She Wrote                            | Iris Novaro                     | Episódio: Murder at a Discount                                                                                         |        |
| 1994      | Burke's Law                                  | June Ward                       | Episódio: Who Killed Romeo?                                                                                            |        |
| 1994      | Empty Nest                                   | Zoe                             | Episódio: Best Friends                                                                                                 |        |
| 1994      | Diagnosis: Murder                            | Pamela Dorn                     | Episódio: My Four Husbands                                                                                             |        |
| 1995-1996 | The City                                     | Sydney Chase                    | |        |
| 1996      | General Hospital                             | Sydney Chase                    | |        |
| 1995-1997 | Cybill                                       | Andrea Thorpe                   | 4 episódios |        |
| 1997      | Head over Heels                              | Mona DuBois                     | Episódio: Gigolo Guy                                                                                                   |        |
| 1997      | Touched by an Angel                          | Jackie Sykes                    | Episódio: My Dinner with Andrew                                                                                        |        |
| 1997      | The Naked Truth                              | Herself                         | Episódio: Bridesface Revisited                                                                                         |        |
| 1998      | Home Improvement                             | Herself                         | Episódio: Mr. Likeable                                                                                                 |        |
| 1998      | V.I.P.                                       | Herself                         | Episódio: Three Days to a Kill                                                                                         |        |
| 1998      | The Angry Beavers                            | Muffy Snootwell                 | Episódio: Open Wide for Zombies/Dumbwaiters (voice)                                                                    |        |
| 1999      | The New Addams Family                        | Lady Pretensia                  | Episódio: Thing's Romance                                                                                              |        |
| 1995-2001 | Friends                                      | Nora Tyler Bing                 | 5 episódios |        |
| 2001      | Dharma & Greg                                | Jackie                          | Episódio: Dharma Does Dallas                                                                                           |        |
| 2001      | 7th Heaven                                   | Merle 'Bird'                    | Episódio: Teased |        |
| 2002      | Roswell                                      | Meris Wheeler                   | 2 episódios |        |
| 2002      | Providence                                   | Gwendolynne Gold                | Episódio: Limbo |        |
| 2002      | Maybe It's Me                                | Big Kimberly                    | Episódio: The Quahog Festival Episode                                                                                  |        |
| 2002      | That '80s Show                               | Cossima Blair                   | Episódio: Beach Party                                                                                                  |        |
| 2003      | Just Shoot Me!                               | Lily Barton                     | Episódio: Pictures of Lily                                                                                             |        |
| 2004      | That '70s Show                               | Carolyn                         | Episódio: Going Mobile                                                                                                 |        |
| 2006      | Fashion House                                | Sophia Blakely                  | 35 episódios |        |
| 2007      | Two and a Half Men                           | Donna                           | Episódio: Young People Have Phlegm Too                                                                                 |        |
| 2008      | Men in Trees                                 | Herself                         | Episódio: Get a Life                                                                                                   |        |
| 2009      | Nip/Tuck                                     | Herself                         | Episódio: Manny Skerritt                                                                                               |        |
| 2009      | My Name Is Earl                              | Carol                           | Episódio: Friends with Benefits                                                                                        |        |
| 2009      | The Bold and the Beautiful                   | Dorothy                         | 4 episódios |        |
| 2010      | Law & Order: Special Victims Unit            | Claire Lockton                  | : Bedtime |        |
| 2008-2010 | Chuck                                        | Dr. Honey Woodcomb              | 3 episódios |        |
| 2011      | Bones                                        | Bianca Chiverton                | Episódio: The Prince in the Plastic                                                                                    |        |
| 2012      | Happily Divorced                             | Jill                            | Episode: The Reunion                                                                                                   |        |

## Ligações Externas
- IMDB: Morgan Fairchild
- Site Oficial